# 刘胡 (济北王)
刘胡（前2世纪—前98年），刘邦曾孙，西汉淮南厲王刘长孫，淮南王刘安及衡山王刘賜侄子。公元前152年因其父济北針王刘勃病逝，袭封为济北王。元狩元年（前122年），汉武帝想封禅泰山，刘胡上书献上泰山郡和旁县，武帝将其他县封给他作为补偿。天汉三年（公元前98年），刘胡去世，谥式，一作成、武。子刘宽袭封。其王后光和姬妾孝儿后来与刘宽通奸。
其余诸子五據侯刘曜丘、富侯刘龙、平侯刘遂、羽康侯刘成、胡母侯刘楚。